# Gianluca Maglia
Gianluca Maglia (Catania, 12 de diciembre de 1988) es un deportista italiano que compitió en natación. Ganó una medalla de plata en el Campeonato Europeo de Natación de 2012, en la prueba de 4 × 200 m libre.

## Palmarés internacional
| Campeonato Europeo | Campeonato Europeo | Campeonato Europeo | Campeonato Europeo |
| Año                | Lugar              | Medalla            | Prueba             |
| ------------------ | ------------------ | ------------------ | ------------------ |
| 2012               | Debrecen (Hungría) | Medalla de plata   | 4 × 200 m libre    |